# San Miguel (canton)
Pour les articles homonymes, voir San Miguel.
San Miguel est un canton d'Équateur situé dans la province de Bolívar.